# 1489年
| 千纪： | 2千纪 |
| 世纪： | 14世纪 \| 15世纪 \| 16世纪                                                                                 |
| 年代： | 1450年代 \| 1460年代 \| 1470年代 \| 1480年代 \| 1490年代 \| 1500年代 \| 1510年代                           |
| 年份： | 1484年 \| 1485年 \| 1486年 \| 1487年 \| 1488年 \| 1489年 \| 1490年 \| 1491年 \| 1492年 \| 1493年 \| 1494年 |
| 纪年： | 己酉年（鸡年）；明弘治二年；越南洪德二十年；日本長享三年，延德元年                                         |

## 大事记
- 3月14日——塞浦路斯女王卡特琳娜·科納羅將賽普勒斯王國賣給了威尼斯共和國。
- 3月26日——英格蘭和西班牙簽訂梅迪納德爾坎波條約（英语：Treaty of Medina del Campo (1489)），其中包括英格蘭國王亨利七世的兒子亞瑟與阿拉貢公主凱瑟琳之間的婚姻條款。
- 11月29日——亞瑟·都鐸被封為威爾斯親王。
- 日本室町幕府第九代征夷大將軍足利義尚在爭討六角高賴發起的暴亂時病逝，足利義視之子足利義材（即足利義稙）繼位。
- 喬治亞的突厥人卡西姆·巴里迪建立比德爾蘇丹國。

## 科学
- 维德曼(Widmann.J)在所著《商业中的奇妙速算法》中，首次使用符号+-表示加减运算。

## 逝世
- 4月26日——足利義尚，日本室町幕府第九代征夷大將軍。